# بلیندا برازا
بلیندا برازا (انگلیسی: Belinda Braza؛ زادهٔ ۳۰ نوامبر ۱۹۸۱) خواننده، رقاص، هنرپیشه اهل نروژ است.